# Amine Souane
Amine Souane, né le 17 septembre 2001 à Oujda (Maroc), est un footballeur marocain jouant au poste milieu de terrain au FUS Rabat

## Biographie

### En club
Amine Souane intègre le centre de formation du MC Oujda dès son plus jeune âge.
Le 3 juin 2021, il dispute son premier match à l'occasion du derby entre le MC Oujda et la RS Berkane en entrant en jeu à la 77ème minute en remplaçant Nabil Jaadi (défaite, 3-1). Le 21 novembre, il reçoit sa première titularisation contre le DH El Jadida (match nul, 1-1). 
Lors de la saison 2022-23, il inscrit son premier but professionnel le 20 janvier contre l'US Touarga grâce à une passe décisive de Yanis Merah (match nul, 2-2),.

### En sélection
En octobre 2021, il figure pour la première fois sur la liste du Maroc olympique concoctée par Hicham Dmii pour un stage de préparation au Centre sportif de Maâmora à Salé du 4 au 12 octobre.
Il retourne en équipe du Maroc olympique en juillet 2022, lorsqu'il est convoqué par Hicham Dmii pour figurer sur sa liste de la sélection qui prend part aux Jeux de la solidarité islamique qui a lieu à Konya en Turquie. La liste comprend uniquement les joueurs locaux âgés moins de 23 ans. Se retrouvant dans un groupe B composé de l'Iran, de l'Arabie saoudite et l'Azerbaïdjan, le premier match est remporté sur tapis vert à la suite du retrait de l'Iran de la compétition. Lors du deuxième match, les Marocains sont défaits par les Saoudiens sur un score de 2-0. Il est alors éliminé au premier tour après un match nul de 2-2 enregistré face à l'Azerbaïdjan. Lors de ce dernier match, les buts sont inscrits par Reda Slim et Hamza Regragui.

## Statistiques

### Statistiques détaillées
| Saison                | Club                  | Championnat           | Championnat | Championnat | Championnat | Coupe(s) nationale(s) | Coupe(s) nationale(s) | Coupe(s) nationale(s) | Compétition(s) continentale(s) | Compétition(s) continentale(s) | Compétition(s) continentale(s) | Compétition(s) continentale(s) | Maroc | Maroc | Maroc | Total | Total | Total |
| Saison                | Club                  | Division              | M.          | B.          | P.d.        | M.                    | B.                    | P.d.                  | Comp.                          | M.                             | B.                             | P.d.                           | M.    | B.    | P.d.  | M.    | B.    | P.d.  |
| 2020-2021             | MC Oujda              | Botola Pro            | 2           | 0           | 0           | -                     | -                     | -                     | -                              | -                              | -                              | -                              | -     | -     | -     | 2     | 0     | 0     |
| 2021-2022             | MC Oujda              | Botola Pro            | 12          | 0           | 1           | -                     | -                     | -                     | -                              | -                              | -                              | -                              | -     | -     | -     | 12    | 0     | 1     |
| 2022-2023             | MC Oujda              | Botola Pro            | 25          | 2           | 1           | -                     | -                     | -                     | -                              | -                              | -                              | -                              | -     | -     | -     | 25    | 2     | 1     |
| 2023-2024             | MC Oujda              | Botola Pro            | -           | -           | -           | -                     | -                     | -                     | -                              | -                              | -                              | -                              | -     | -     | -     | 0     | 0     | 0     |
| Sous-total            | Sous-total            | Sous-total            | 39          | 2           | 2           | -                     | -                     | -                     | -                              | -                              | -                              | -                              | -     | -     | -     | 39    | 2     | 2     |
| Total sur la carrière | Total sur la carrière | Total sur la carrière | 39          | 2           | 2           | -                     | -                     | -                     | -                              | -                              | -                              | -                              | 0     | 0     | 0     | 39    | 2     | 2     |